# مدیریت جامع حوضه آبخیز
مدیریت جامع حوضه آبخیز (Integrated Watershed Management) (IWM)
مفهومی است که در دهه ۷۰ میلادی توسط سازمان‌های بین‌المللی چون فائو توسعه داده شد. هدف اصلی این مفهوم انسان‌محوری در روند توسعه است تا حفاظت و بهره‌برداری از منابع طبیعی و محیط زیست صورت گیرد (محسنی ساروی، ۱۳۸۰). در رأس چنین برنامه‌هایی توسعه روستایی، ساخت راه‌ها، توسعه صنایع کوچک و... در سراب حوضه آبخیز است.